# Норм - полярният мечок
„Норм – полярният мечок“ (на английски: Norm of the North) е американски детски анимационен филм от 2016 година на режисьора Тревър Уол по сценарий на Даниъл Алтиъри, Стивън Алтиъри и Малкълм Голдман.
В центъра на сюжета е бяла мечка, която заминава за Ню Йорк, за да попречи на изграждането на луксозен жилищен комплекс в родната му Арктика.